# Obljak (Mali Brijuni)
Koordinati:   44°56′20″N, 13°43′22″E
Obljak je majhen otoček v Jadranskem morju, ki leži v skupini Brionskih otokov ob jugozahodni obali Istre severozahodno od Pule (Hrvaška).
Površina otočka meri 0,044 km². Dolžina obalnega pasu je 0,78 km. Najviška točka na otočku je visoka 7 mnm.